# Laviana (Avilés)
Laviana (San Xuan de Nieva en asturiano y oficialmente) es un parroquia del concejo asturiano de Avilés, en España. Es la parroquia de menor extensión de Asturias, pues cuenta con tan solo 0,22 km² en los que habitan 13 personas, 7 varones y 6 mujeres (INE, 2011). Su única población es San Juan de Nieva que forma con la de Nieva (perteneciente a la parroquia de Laviana en Gozón) un mismo núcleo habitado: las casas más cercanas a la ría son de Avilés, y las más cercanas a la carretera pertenecen a Gozón.